# Bernardo Guimarães

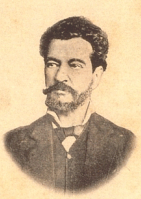
Bernardo Guimarães

Bernardo Joaquim da Silva Guimarães (Ouro Preto, Minas Gerais, Brasil 15 de agosto de 1825 - 10 de marzo de 1884) fue un escritor y poeta brasileño

## Biografía
Bernardo era hijo de João Joaquim da Silva Guimarães, también poeta, y de Constança Beatriz de Oliveira Guimarães. En 1829 sus padres se mudan a Uberaba donde comienza sus estudios. En 1842 participa en las luchas de la revolución liberal. 
Bernardo Guimarães estudió en el colegio de abogados de São Paulo en 1847. En São Paulo traba amistad con los poetas Álvares de Azevedo (1831-1852) y Aureliano Lessa. Los tres y otros estudiantes fundan la Sociedade Epicuréia. Fue en esa época cuando Bernardo Guimarães intoduce el bestialógico (o pantagruélico) en el Brasil, que se trataba de poesía cuyos versos no tenían ningún sentido, pero estaban bien metrificados. No publicaron a mayoría de esta poesía porque era marcadamente pornográfica, y se perdió. Para algunos críticos, el mejor Bernardo Guimarães sería el bestialógico. Un ejemplo de esta producción que no es pornográfico es el soneto Eu Vi dos Pólos o Gigante Alado
Dos de las poesías de Bernardo Guimarães se consideran pornográficas, aunque no son del periodo bestialógico. Son O Elixir do Pajé (el elixir del paje) y A Origem do Mênstruo (El origen de la menstruación). Ambas fueron publicadas en secreto en 1875.
En 1852 se convierte en juez municipal y de agencias de Catalão (Goiás). Ejerció el cargo hasta 1854. En 1858, se muda a Río de Janeiro. En 1859 trabaja como periodista y crítico literario en el periódico Atualidade de Río. En 1861 reasume sus cargos en Catalão. En esa época, al asumir interinamente la corte de Derecho, impresionado por las malas condiciones de los presos en la cárcel, convoca una sesión extraordinaria del jurado para juzgar a 11 reos, siendo todos absueltos. El presidente de la provincia, José Martins Pereira de Alencastre, abre proceso contra Bernardo, el que termina en nada debido a los cambios en el Gobierno, y el juez titular (Virgínio Henriques Costa) es transferido a una comarca vecina, ocupando Bernardo el cargo hasta 1863.
En 1864, vuelve a Río de Janeiro. En 1866 se muda a su Ouro Preto natal, donde es nombrado profesor de al cátedra de retórica y poética del Liceu Mineiro.
Se casa en 1867 con Teresa Maria Gomes Guimarães, y tuvieron ocho hijos : João Nabor (1868-1873), Horário (1870-1959), Constança (1871-1888), Isabel (1873-1915), Affonso (1876-1955), José (1882-1919), Bernardo (1832-1955) y Pedro (1884-1948).
En 1873 da clases de latín y francés en Queluz (Minas). En 1881, es homenajeado por el emperador de Brasil Dom Pedro II. Muere pobre el 10 de marzo de 1884.
Su última obra O Bandido do Rio das Mortes, es completada pr su mujer y publicada en 1905

## Obras

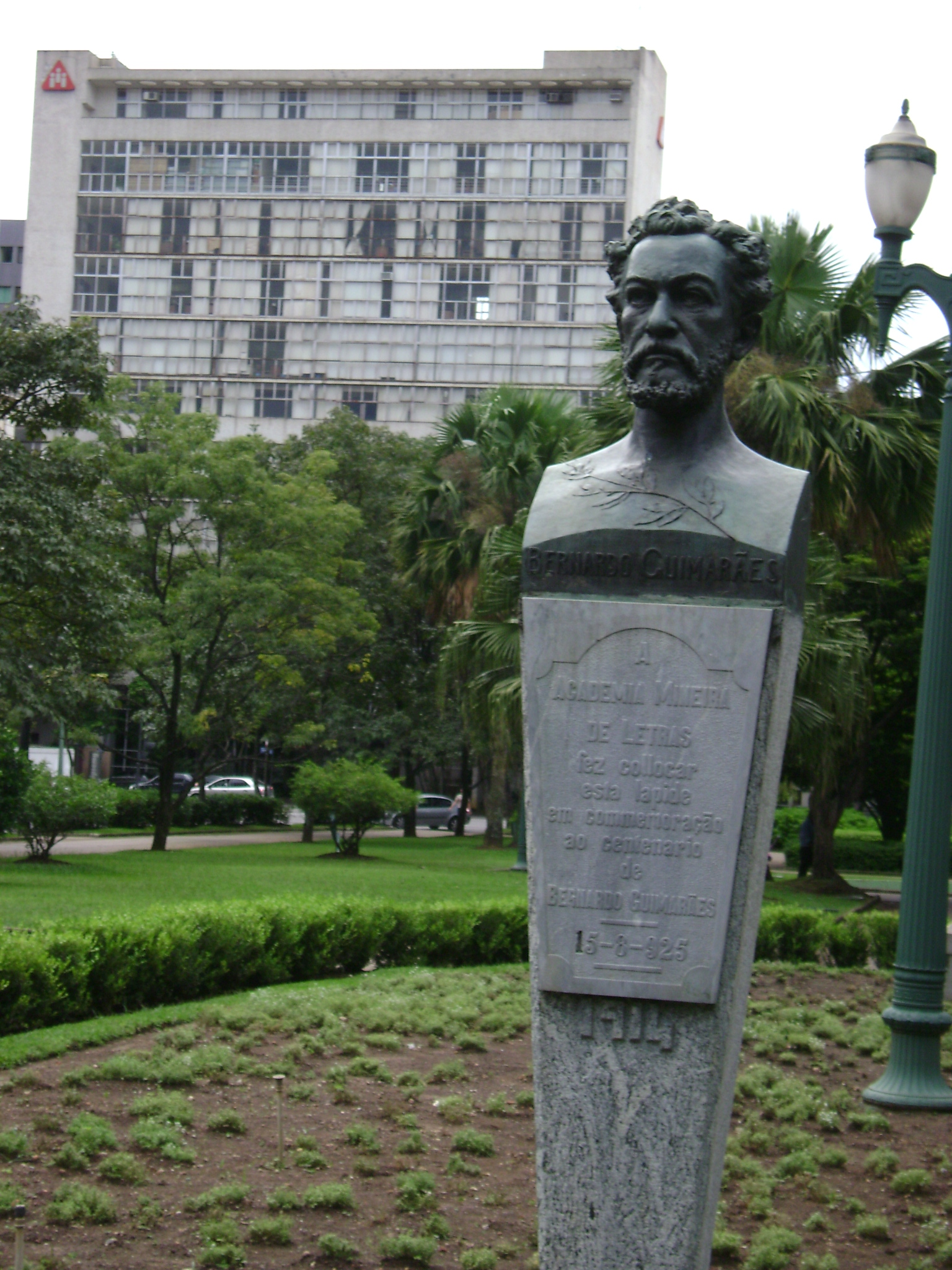
Estatua de Bernardo Guimarães.

Su libro más conocido es A Escrava Isaura, publicado por primera vez en 1875 por Garnier, editorial que publica el grueso de su obra. Cuenta las aventuras de una hermosa esclava mulata (emancipada) que vivía en una hacienda del Vale do Paraíba, en la región fluvial de Campos.
El romance fue llevado la pantalla por la Red Globo de Televisión en 1976 y 1977 (protagonizada por Lucélia Santos) y por la Rede Record en 2004. La versión de Globo fue exportada a cerca de 150 países. En China alcanza una audiencia de unos 850 millones de personas. Una edición del libro en ese país tenía por lo menos 300 mil unidades. El romance es considerado por algunos críticos como antiesclavista. Armelim Guimarães (1915-2004), nieto del escritor, dijo que si la historia fuera de un esclavo negro, no llamaría la atención de los lectores sobre cuestión de la esclavitud.
Otro libro bien recibido por la crítica es O Seminarista editado por primera vez en 1872. Sigue siendo actual porque cuestiona el celibato de los sacerdotes. Cuenta la historia de un granjero de Minas que obligue a su hijo que sea sacerdote. Eugênio, el hijo, ama a la criada Margarida, hija de una agregada de la hacienda. Intenta abandonar el seminario de Congonhas (Minas), pero su padre, el capitán Antunes, le miente diciendo que Margarida se casó. Eugênio se ordena. Pero enloquece el día en que vuelve a su ciudad para oficiar su primera misa, y se encuentra en la iglesia con el cadáver de Margarida, que había estado muy enferma.
Por orden de publicación, los libros de Bernardo Guimarães son:
- Cantos da Solidão (1852)
- Inspirações da Tarde (1858)
- O Ermitão de Muquém (1858)
- A Voz do Pajé (drama – 1860)
- Poesías Diversas (1865)
- Evocações (1865)
- Poesías (volumen que reúne las cuatro obras poéticas anteriormente publicadas y el poema A Baia de Botafogo – 1865)
- Lendas e Romances (contos – 1871)
- O Garimpeiro (romance – 1872)
- História e Tradições da Província de Minas Gerais (crónicas e novelas – 1872)
- O Seminarista (romance – 1872)
- O Índio Afonso (romance – 1872)
- A Escrava Isaura (romance – 1875)
- Novas Poesías (1876)
- Maurício ou Os Paulistas em São João del-Rei (romance – 1877)
- A Ilha Maldita ou a Filha das Ondas (romance – 1879)
- o Pão de Ouro (cuento – 1879)
- Folhas de Outono (poesías – 1883)
- Rosaura
- a Enjeitada (romance – 1883)
- O Bandido do Rio das Mortes (romance 1905).

Las obras no publicadas en vida del autor son :
- Os Inconfidentes (drama – 1865)
- Os dois Recrutas (drama – cerca de 1870)
- As Nereidas de Vila Rica ou as Fadas da Liberdade (drama – cerca de 1870)
- A Catita Isaura (drama – 1876).

### Romances
- O Ermitão do Muquém (1869)
- O Garimpeiro (1872)
- O Seminarista (1872)
- O Índio Afonso (1873)
- A Escrava Isaura (1875)
- Maurício ou Os paulistas em São João Del Rei (1877)
- A Ilha Maldita (1879)
- Rosaura, a Enjeitada (1883)
- O Bandido do Rio das Mortes (1905 )

## Cuentos
- Lendas e Romances (1871)
  - "Uma História de Quilombolas
  - "Garganta do Inferno"
  - "Dança dos Ossos".
- História e Tradições da Província de Minas Gerais (1872)
  - A Cabeça de Tiradentes"
  - "A Filha do Fazendeiro"
  - "Jupira"
- O Pão de Ouro (1879)

### Obras de teatro
- A Voz do Pajé (1858-1860)
- A Cativa Isaura (1876 - obra desaparecida)
- Os Inconfidentes (1876 - obra inconclusa)